# Фетешти (Јаши)
Фетешти (рум. Fetești) насеље је у Румунији у округу Јаши у општини Скобинци. Oпштина се налази на надморској висини од 206 m.

## Становништво
Према подацима из 2002. године у насељу је живело 1339 становника, од којих су сви румунске националности.